# Podlesie Duże (województwo lubelskie)
Podlesie Duże – wieś w Polsce położona w województwie lubelskim, w powiecie zamojskim, w gminie Radecznica.
W latach 1975–1998 miejscowość administracyjnie należała do województwa zamojskiego.
Wieś jest sołectwem w gminie Radecznica. Według Narodowego Spisu Powszechnego z roku 2011 wieś liczyła 192 mieszkańców. 
Wierni Kościoła rzymskokatolickiego należą do parafii św. Antoniego Padewskiego w Radecznicy.

## Urodzeni w Podlesiu Dużym
- Eugeniusz Gąsior (1929–1993) – polski biochemik, biolog molekularny, rektor Uniwersytetu Marii Curie-Skłodowskiej w Lublinie.